# Церковь Юккасъярви
Церковь Юккасъярви — деревянная лютеранская церковь в городе Юккасъярви в шведской провинции Лаппланд. Принадлежит приходу Юккасъярви, входящему в диоцез Лулео.

## История

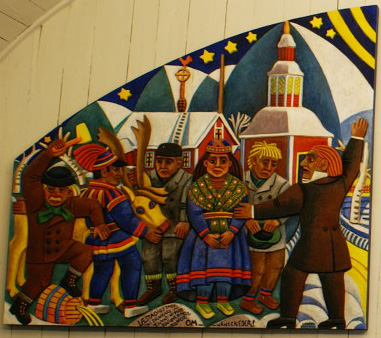
Левая часть панно Брора Хьорта

Деревянное здание церкви было построено в 1607 году. В дальнейшем здание неоднократно подвергалось реконструкции, однако до настоящего времени сохранились фрагменты начальной постройки. В 1740 году в ансамбль церкви было добавлено здание колокольни. Свой окончательный облик кирха приобрела в 1785 году.
В 1681 году Юккасъярви посетили три французских путешественника — Жан Франсуа Реньяр, де Феркур и де Кёберон. В память об этом событии (поездка в Лапландию воспринималось ими как путешествие на край света), они выжгли на церковной доске памятную запись о своём пребывании здесь. В 1718 году церковь посетил Обри де Мотрей. Написанный им гимн на латинском языке также выжжен на одной из церковных досок.
В 1907 году при вскрытии пола был обнаружен сосновый гроб, в котором находился мумифицированный труп молодой женщины в одеждах начала XVIII века. В 1947 году при более детальных изысканиях были найдены останки 87 тел, погребённых в здании церкви. 
В 1958 году здание церкви было украшено триптихом, созданным шведским художником Брором Хьортом. Если центральная часть панно изображает Христа, то левая и правая части посвящены миссии Ларса Леви Лестадиуса среди саамов Лапландии.
В 1997 году в церкви был построен алтарь, при декорации которого использованы традиционные северные материалы (древесина берёзы и рога оленя). Из которых созданы художественные изображения, воспроизводящие сюжеты, взятые из саамской мифологии.

## Церковная утварь
В здании сохранилось достаточно большое количество старинных предметов. Это церковные чаши 1687 и 1774 годов, серебряный подсвечник, пожертвованный Саменом Томасом Миккельсоном в 1832, церковные облачения, из которых самое старое датируется 1778 годом.